# Dagar kommer
Dagar Kommer är ett musikalbum av Coca Carola. Släppt 1996 på Beat Butcher Records. Dagar Kommer är också en av sångerna på albumet.

## Låtar på albumet
| Nr  | Titel                   | Längd | Notering |
| --- | ----------------------- | ----- | -------- |
| 1.  | Livet                   | 4:10  |          |
| 2.  | Öl                      | 0:38  |          |
| 3.  | Sug och ljug            | 3:05  |          |
| 4.  | Fel                     | 3:23  |          |
| 5.  | Ingenting och någonting | 3:39  |          |
| 6.  | Tyrolershorts           | 3:10  |          |
| 7.  | Ta mej härifrån         | 1:43  |          |
| 8.  | Tra la la               | 2:54  |          |
| 9.  | Bussresan               | 3:04  |          |
| 10. | Lobbyfången             | 2:58  |          |
| 11. | Svagfelighet            | 1:36  |          |
| 12. | Bullerberga             | 2:49  |          |
| 13. | Dagar kommer            | 3:27  |          |
| 14. | Hör vår bön             | 1:05  |          |